# Al-Mu'tazz
Abú Abd Allah Muḥammad ibn Yafar (en árabe: أبو عبد الله محمد بن جعفر; 847-16 de julio del 869), más conocido por su título real de al-Mutaz billāh (المعتز بالله, «el fortalecido por Dios») o simplemente al-Mu'tazz, fue el califa abasí de 866 a 869. Colocado en el trono por los turcos, resultó ser un alumno demasiado aventajado de sus maestros turcos. Estuvo rodeado por distintos partidos que pugnaban entre sí: en Samarra, los turcos empezaban a tener problemas con los «occidentales» (bereberes y moros); mientras que árabes y persas de Bagdad, que apoyaban a al-Musta'ín, se oponían tanto a turcos como a occidentales.
El califa empezó por condenar a muerte a su califa rival al-Musta'ín. A continuación, también mandó matar a su hermano y heredero. Otro hermano, Abú Áhmed, que le había apoyado y mandado las tropas en su defensa, fue encarcelado.

## Juventud

Árbol genealógico de los califas abasíes del siglo

Al-Mutaz era hijo del califa al-Mutawakkil (847-861) y de su concubina y esclava favorita, Qabiha. Su padre organizó la sucesión al trono en el 849: nombró herederos a sus tres hijos varones, a los que concedió el gobierno de distintas provincias. Al primogénito, al-Muntasir, lo colocó el primero en la línea sucesoria y le otorgó el gobierno de Egipto, la Mesopotamia superior y las rentas de la capital, Samarra; al-Mutaz, por su parte, debía supervisar el gobierno de la dinastía vasalla de los tahiríes, que administraban el este del califato; al-Muayad, por fin, quedaba encargado del Levante. Con el tiempo, sin embargo, al-Mutawakkil comenzó a favorecer a al-Mutaz. Animado por su consejero preferido principal, al-Faz ibn Jaqan y por el visir Ubayd Allah ibn Yahya ibn Jaqan, el califa empezó a sopesar la posibilidad de poner a al-Mutaz en la primera posición de la línea sucesoria y de excluir de ella a su primogénito. La rivalidad entre estos dos príncipes era un reflejo de las tensiones políticas que sufría el califato: las clases privilegiadas abasíes respaldaban la candidatura de al-Mutaz, mientras que los turcos y los soldados de origen norteafricano (maghariba) preferían a su hermano mayor.
Los jefes militares turcos empezaron a conspirar contra el califa en octubre del 861, al que planeaban asesinar. Contaron con la aquiescencia, al menos tácita, de al-Muntasir, cuyas relaciones con su progenitor empeoraron rápidamente. El 5 de diciembre, fue al-Mutaz y no su hermano quien dirigió las plegarias del viernes de final del Ramadán; al final de la ceremonia al-Faz y el visir Ubayd Allah le besaron las manos y los pies y lo acompañaron de vuelta al palacio; y 9 del mes al-Mutawakkil, que había hecho varios desaires a su primogénito, amenazó con matarlo. Como consecuencia, los turcos asesinaron al califa y aa al-Faz la noche del 10 al 11 de diciembre y entregaron el trono a al-Muntasir. Inmediatamente después este convocó a sus hermanos para que le jurasen fidelidad. Así, cuando el visir acudió a buscar a al-Mutaz a su casa tras conocer el asesinato de al-Mutawakkil, no lo encontró; cuando sus partidarios, entre los que se contaban los jorasaníes, se reunieron por millares ante el palacio al día siguiente y animaron al visir a asaltarlo, este se negó, sabiendo que al-Mutaz estaba en poder de su hermano. El asesinato de al-Mutawakkil desencadenó la llamada «anarquía de Samarra», un período de la historia abasí que se prolongó hasta 870 y casi destruyó el califato.
Al-Mutaz y al-Muayad renunciaron a sus derechos sucesorios el 27 de abril de 862, acuciados por los jefes militares turcos Wasif al-Turki y Bugha al-Saghir. Al-Muntasir falleció en junio del 862, sin haber nombrado heredero. Los turcos estrecharon el control sobre el gobierno y escogieron a un primo del difunto para ocupar el trono califal: al-Mustaín (862-866). Este hubo de enfrentarse casi de inmediato con graves disturbios en la capital de aquellos que preferían que el cargo lo obtuviese al-Mutaz; entre los que participaron en la revuelta no estaban solo las «turbas del mercado», sino también soldados de la caballería jorasaní (shakiria). Las tropas norteafricanas y las de Transoxiana (ushrusania) se encargaron de sofocar la revuelta, en la que los dos bandos sufrieron abundantes bajas. Al-Mustaín, preocupado de que al-Mutaz o al-Muayad reclamasen el trono, trató primero de sobornarlos con una asignación anual de ochenta mil dinares. Al poco, sin embargo, al-Tabari afirma que se embargaron los bienes de los pretendientes al trono —los de al-Mutaz ascendían a diez millones de dirham—, que fueron encerrados en una habitación del palacio Yausaq por instigación de Bugha al-Saghir.

## Reinado

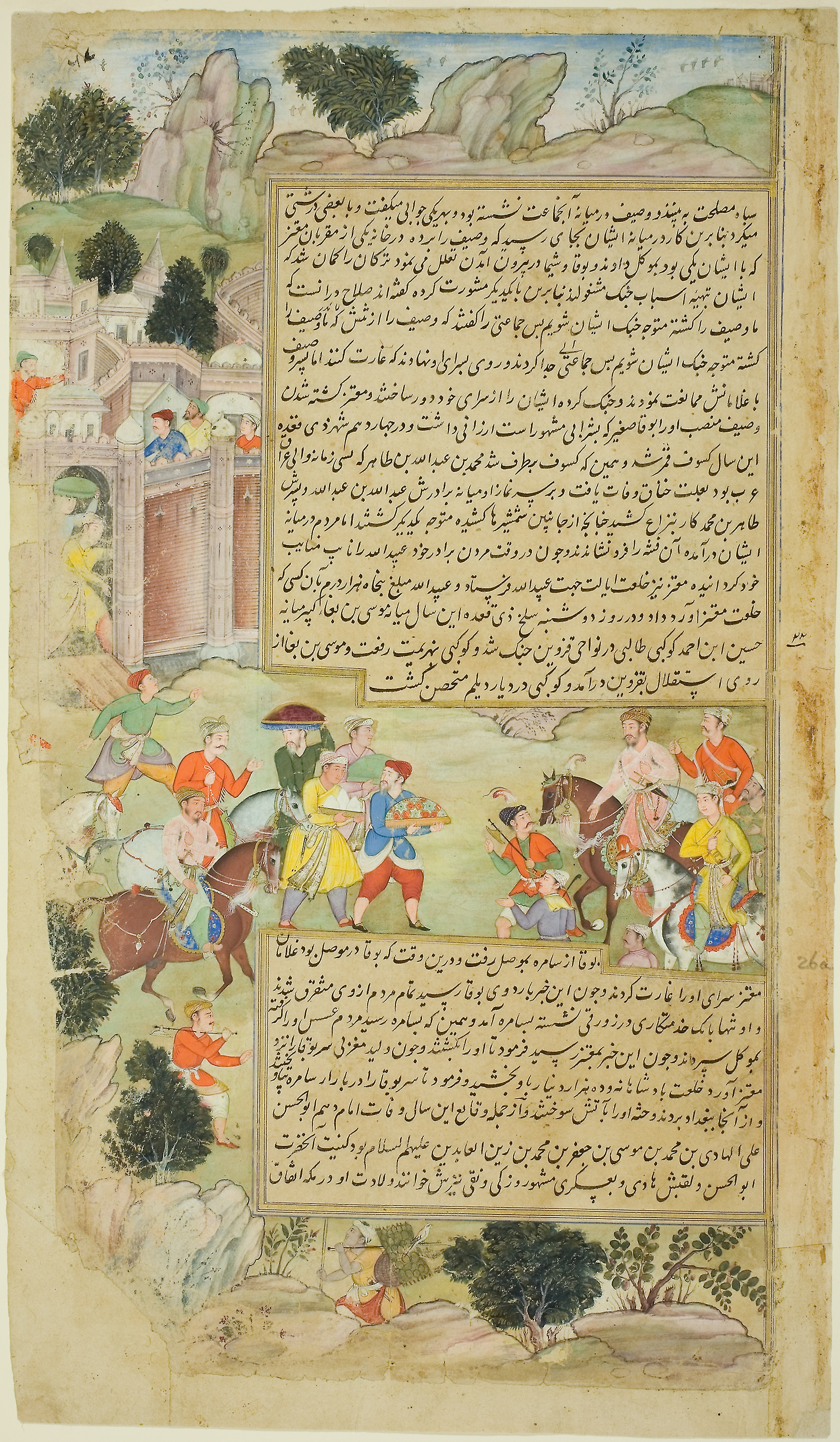
Al-Mutaz enviando regalos a Abdallah ibn Abdallah, en una miniatura del manuscrito Tarij-i Alfi, (en torno al 1592-1594)

Las rivalidades entre oficiales turcos desembocaron en una ruptura en el 865: al-Mustaín, Wasif y Bugha abandonaron Samarra y marcharon a Bagdad, a donde llegaron el 5/6 de febrero del 865. Allí se les unieron numerosos partidarios y se coligaron con el gobernador tahirí de la ciudad, Muhammad ibn Abdallah ibn Tahir, que emprendió su fortificación en previsión de un ataque. El grueso de las tropas turcas, por el contrario, permanecieron en Samarra. Viéndose amenazados por los huidos, liberaron a al-Mutaz y lo proclamaron califa. Este confirió el mando del ejército a su hermano Abú Ahmad (el futuro al-Muwafaq) el 24 de febrero y lo envió a sitiar Bagdad. Abú Ahmad desempeñó un papel crucial en el asedio y durante las operaciones forjó una estrecha relación con los jefes militares turcos que luego le permitieron ser el regente virtual del califato junto a su hermano al-Mutamid (870-892).
El asedio se prolongó hasta diciembre del 865, cuando la mezcla de privaciones, falta de fondos para pagar a los soldados y la inflación suscitada por el cerco socavó el poder de al-Mustaín. Muhammad ibn Tahir entabló negociaciones con los sitiadores y alcanzó un acuerdo con ellos, que comportaba el reparto de los ingresos de la hacienda estatal: los turcos y las demás tropas de Samarra recibirían dos tercios de ellos y el resto iría a parar a Ibn Tahir y las fuerzas bagdadíes. El pacto también incluía la abdicación de al-Mustaín, a cambio de una pensión anual de treinta mil dinares. Al-Mutaz fue proclamado único y legítimo califa el 25 de enero de 866, tras la rendición de Bagdad.
Pese a haber obtenido el trono de los turcos, al-Mutaz resultó ser un soberano capaz, decidido a restaurar la autoridad e independencia califales. Nombró visir a Ahmad ibn Israíl, que había sido antes su secretario durante el reinado de su padre. Se apresuró además a eliminar a los posibles rivales. Así, pese a la promesa de seguridad que se le había hecho a al-Mustaín, lo hizo asesinar en octubre/noviembre del 866 en al-Katul, en Samarra. También hizo ajusticiar a su hermano menor al-Muayad, aunque ya le había obligado a renunciar a sus derechos sucesorios. A Abú Ahmad, al que primero recibió con honores por la victoria que había obtenido sobre al-Mustaín, lo hizo encarcelar junto a al-Muayad; el respaldo que Abú Ahmad contaba entre los militares, sin embargo, le permitieron salvar la vida. Luego se lo liberó y envió a Basora y posteriormente se le permitió instalarse en Bagdad. A continuación, el califa decidió encargarse de los poderosos oficiales turcos Wasif al-Turki y Bugha al-Saghir. El primer intento de neutralizarlos, que hizo a finales del 866, fracasó debido a la oposición del ejército: los dos oficiales recobraron sus cargos. Al año siguiente, sin embargo, al-Turki fue asesinado por soldados turcos que se habían amotinado por la falta de paga y Bugha fue encarcelado y luego ejecutado por orden del califa en el 868. Otro poderoso jefe turco, Musa ibn Bugha al-Kabir, fue desterrado a Hamadán por las mismas fechas.
A pesar de estos éxitos, el califa no pudo resolver el principal problema del momento: la falta de fondos para pagar a las tropas. Las dificultades financieras del califato eran evidentes ya en tiempos de su entronización: el tradicional donativo de diez meses de soldada que se daba a los militares para festejar el advenimiento de un nuevo califa se limitó a dos meses por falta de dinero; este mismo problema había precipitado antes la caída de al-Mustaín en Bagdad. La guerra civil y el caos que desencadenó agudizaron el problema, puesto que cesó la llegada de tributos incluso de los alrededores de Bagdad y naturalmente también de las provincias más remotas. En consecuencia, al-Mutaz se negó a cumplir lo pactado con Ibn Tahir de Bagdad, al que dejó que pagase a sus seguidores como pudiese; esto originó disturbios en la ciudad y el veloz debilitamiento de la autoridad de los tahiríes. Al-Mutaz agudizó la agitación en la ciudad, al destituir en el 869 al hermano y sucesor de Ibn Tahir Ubaydallah, al que sustituyó por otro de los hermanos, mucho menos capaz Suleimán. La única consecuencia de este acto fue privar al califa de un contrapeso de los soldados de Samarra y permitir que los turcos recuperasen su antiguo poder.
En 869 los jefes turcos Salih ibn Wasif (hijo del difunto Wasif al-Turki) y Baikbak eran cada vez más poderosos y lograron que Ahmad ibn Israíl fuese destituido. A mediados de julio, un golpe palaciego derrocó a al-Mutaz, incapaz de pagar a las tropas. Fue encarcelado y murió del maltrato que le infligieron, tres días después de haber perdido el trono, el 16 de julio del 869. Le sucedió su primo al-Muhtadi.

## Legado
Pese a sus esfuerzos por reforzar su posición y someter a los militares a su autoridad, el reinado de al-Mutazz se caracterizó por la inestabilidad, la inseguridad y el fracaso en dominar al ejército. La debilidad del centro reforzó las tendencias centrífugas de las provincias. El hábil militar turco Ahmad ibn Tulun fue nombrado gobernador de Egipto en el 868; fundó una dinastía autónoma a la que dio nombre, la tuluní. Aunque fue derrocada por los abasíes en el 905, la dinastía tuluní hizo de Egipto una región separada, por primera vez desde los tiempos faraónicos. Además, la restauración abasí en la zona resultó efímera: otra dinastía local, la ijshidí, se hizo con el poder en el 935 y luego los rivales de los abasíes, los califas fatimíes, se apoderaron de ella en el 969. En el este fueron los levantamientos alidas los que debilitaron la autoridad tahirí y finalmente permitieron la fundación de un Estado zaidí en Tabaristán regido por Hasán ibn Zayd. Al mismo tiempo, Yaqub ibn al-Laíz al-Saffar comenzó a hostigar a los decadentes tahiríes para arrebatarles el control de las provincias orientales del califato, si bien no pudo hacerse con el trono califal en el 876, como pretendía. En el centro del imperio, las rebeliones jariyíes agitaron la Mesopotamia superior y en el sur, en los alrededores de Basora, comenzó la gran rebelión Zanj.